# Мора, Ослимг
Ре́нсо Рена́то Гарсе́с Мо́ра (исп. Renzo Renato Garcés Mori; род. 2 июня 1999, Писко, Ика) — перуанский футболист, защитник клуба «Атлетико Грау» и сборной Перу.

## Клубная карьера
Мора — воспитанник клуба «Альянса Лима». В 2019 году игрок был включён в заявку на сезон последнего и сразу же был отдан в аренду в «Универсидад Сан-Мартин». 25 февраля года в матче против «Куско» он дебютировал в перуанской Примере. 21 апреля в поединке против «Спорт Уанкайо» Ослимг забил свой первый гол за «Универсидад Сан-Мартин». По окончании аренды игрок вернулся в «Альянса Лима». 1 февраля 2020 года в матче против «Альянса Универсидад» он дебютировал за основной состав. 21 сентября в поединке против «Универсидад Сесар Вальехо» Ослимг забил свой первый гол за «Альянса Лима». В составе клуба он дважды выиграл чемпионат.
В 2023 году Мора перешёл в «Атлетико Грау». 11 февраля в матче против «Депортиво Бинасьональ» он дебютировал за новый клуб. В этом же поединке Ослимг Забил свой первый гол за «Атлетико Грау».

## Международная карьера
В 2019 года Мора в составе молодёжной сборной Перу принял участие в молодёжном чемпионате Южной Америки в Чили. На турнире но сыграл в матчах против команд Уругвая, Парагвая, Эквадора и Аргентины. В поединке против эквадорцев Ослимг забил гол.
10 октября 2021 года в отборочном матче чемпионата мира 2022 против сборной Боливии Мора дебютировал за сборную Перу.

## Достижения
Клубные
 «Альянса Лима»
- Победитель перуанской Примеры (2) — 2021, 2022